# الإمارات العربية المتحدة في الألعاب الأولمبية الصيفية 2024
شاركت الإمارات العربية المتحدة في دورة الألعاب الأولمبية الصيفية 2024 التي أقيمت في باريس في الفترة من 26 يوليو إلى 11 أغسطس 2024. وكانت تلك المشاركة الحادية عشرة على التوالي للبلاد في الألعاب الأولمبية الصيفية.

## المتنافسون
فيما يلي قائمة بأعداد المتنافسين في الألعاب.
| الرياضة       | الرجال | السيدات | المجموع |
| ------------- | ------ | ------- | ------- |
| ألعاب القوى   | 0      | 1       | 1       |
| ركوب الدراجات | 0      | 1       | 1       |
| الفروسية      | 3      | 0       | 3       |
| الجودو        | 5      | 1       | 6       |
| سباحة         | 1      | 1       | 2       |
| المجموع       | 9      | 4       | 13      |

## ألعاب القوى
أرسلت الإمارات العربية المتحدة عداءة واحدة للمنافسة في دورة الألعاب الأولمبية الصيفية 2024.
- ملاحظة–التصنيفات المعطاة لمنافسات المضمار تكون ضمن منافسة اللاعب فقط
- Q = تأهل للجولة التالية
- q = تأهل إلى الدور التالي باعتباره الخاسر الأسرع أو في المنافسات الميدانية حسب المركز دون تحقيق هدف التأهل
- NR = السجل الوطني
- N/A = هذه الجولة غير مدرجة في المنافسة
- Bye = ليس متطلباً من اللاعب المنافسة في الجولة

مسابقات المضمار
| الرياضي   | المنافسة    | التصفية | التصفية | إعادة التأهيل | إعادة التأهيل | الدور قبل النهائي | الدور قبل النهائي | الدور النهائي | الدور النهائي |
| الرياضي   | المنافسة    | النتيجة | المركز  | النتيجة       | المركز        | النتيجة           | المركز            | النتيجة       | المركز        |
| --------- | ----------- | ------- | ------- | ------------- | ------------- | ----------------- | ----------------- | ------------- | ------------- |
| مريم كريم | 100 م سيدات |         |         |               |               |                   |                   |               |               |

## ركوب الدراجات

### الطرقات
لأول مرة منذ عام 2016، أدخلت الإمارات العربية المتحدة متسابقة واحدة للمنافسة في منافسات سباق الطرقات في الأولمبياد، وتأهلت اللاعبة من خلال إعادة تخصيص الحصص غير المستخدمة من خلال إنشاء تصنيف UCI Nation Ranking.
| رياضي       | حدث                 | الزمن | المركز |
| ----------- | ------------------- | ----- | ------ |
| صفية الصايغ | سباق الطريق للسيدات |       |        |

## الفروسية
لأول مرة منذ عام 2008، أدخلت الإمارات العربية المتحدة فريقًا مكونًا من ثلاثة فرسان قفز في مسابقة الفروسية الأولمبية، حيث تأمّن آخر مكانين متاحين للفريق في التصفيات الأولمبية المخصصة من قبل الاتحاد الدولي للفروسية (FEI) للمجموعة السادسة (إفريقيا والشرق الأوسط) في الدوحة، قطر .

### القفز
| الرياضي                                                    | الحصان          | المنافسة | التأهل   | التأهل | النهائي  | النهائي | النهائي |
| الرياضي                                                    | الحصان          | المنافسة | العقوبات | المركز | العقوبات | الزمن   | المركز  |
| ---------------------------------------------------------- | --------------- | -------- | -------- | ------ | -------- | ------- | ------- |
| علي حمد علي كيربي                                          | جارلين دي توريس | فردي     |          |        |          |         |         |
| عبدالله محمد المري                                         | ماكغريغور       | فردي     |          |        |          |         |         |
| عمر عبد العزيز المرزوقي                                    | إنجوي دي لا مور | فردي     |          |        |          |         |         |
| علي حمد الكربي ‏ عبدالله محمد المري عمر عبد العزيز المرزوقي | أنظر أعلاه      | فريق     |          |        |          |         |         |

الاحتياط هو سالم أحمد السويدي على الحصان فونسيتي في دي هيفينك

## الجودو
تأهل عن الإمارات العربية المتحدة ستة لاعبي جودو لفئات الأوزان التالية في الألعاب: بايانمونخيين نارمانداخ (وزن نصف خفيف للرجال، 66 كلغ)، نوزار تاتالاشفيلي (رجال وزن نصف متوسط، 81 كلغ)، آرام غريغوريان (وزن متوسط رجال، 90 كلغ)، ظفار كوستويف (رجال وزن نصف الثقيل، 100 كلغ)، ماغودومار ماغوميدوماروف (رجال). الوزن الثقيل، +100 كجم) وبشرلتين خورلودوي (وزن نصف خفيف للسيدات، 52 كجم)، تأهلوا عن طريق الحصص بناءً على قائمة التصنيف العالمية للاتحاد الدولي للجودو والحصة القارية بناءً على تصنيفات النقاط الأولمبية.
| الرياضي                   | المنافسة      | دور الـ 64    | دور الـ 32                          | دور الـ 16                      | ربع النهائي                      | نصف النهائي             | إعادة التأهيل                        | Final / BM              | Final / BM              |
| الرياضي                   | المنافسة      | الخصم النتيجة | الخصم النتيجة                       | الخصم النتيجة                   | الخصم النتيجة                    | الخصم النتيجة           | الخصم النتيجة                        | الخصم النتيجة           | Rank                    |
| ------------------------- | ------------- | ------------- | ----------------------------------- | ------------------------------- | -------------------------------- | ----------------------- | ------------------------------------ | ----------------------- | ----------------------- |
| Bayanmönkhiin Narmandakh  | 66 كغم رجال   | —             | آن باؤل (كوريا الجنوبية) · خ 0–10   | لم يتقدم للجولة التالية         | لم يتقدم للجولة التالية          | لم يتقدم للجولة التالية | لم يتقدم للجولة التالية              | لم يتقدم للجولة التالية | لم يتقدم للجولة التالية |
| نوغزار تاتالاشفيلي        | 81 كغم رجال   | تقدم تلقائي   | أدريان غانديا (بورتوريكو) · خ 0–11  | لم يتقدم للجولة التالية         | لم يتقدم للجولة التالية          | لم يتقدم للجولة التالية | لم يتقدم للجولة التالية              | لم يتقدم للجولة التالية | لم يتقدم للجولة التالية |
| آرام غريغوريان            | 90 كغم رجال   | —             | دافلات بوبونوف (أوزبكستان) · ف 10–0 | ماركوس نايمان (السويد) · ف 10–0 | سانشيرو موراو (اليابان) · خ 0–10 | —                       | ثيودوروس تسيليديس (اليونان) · خ 0–10 | لم يتقدم للجولة التالية | لم يتقدم للجولة التالية |
| ظفار كوستويف              | 100 كغم رجال  | —             | 0                                   |                                 |                                  |                         |                                      |                         |                         |
| ماغوميدومار ماغوميدوماروف | +100 كغم رجال | —             | 0                                   |                                 |                                  |                         |                                      |                         |                         |
| بشرلتين خورلودوي          | 52 كغم سيدات  | —             | زهو يكينغ (الصين) · ف 10–0          | ماتشا مالهوس (ألمانيا) · خ 0–11 | لم تتقدم للجولة التالية          | لم تتقدم للجولة التالية | لم تتقدم للجولة التالية              | لم تتقدم للجولة التالية | لم تتقدم للجولة التالية |

## السباحة
أرسلت الإمارات العربية المتحدة سباحين للمنافسة في أولمبياد باريس 2024.
| يوسف المطروشي | 100 متر حرة رجال  | 50.39   | 44 | لم يتقدم للجولة التالية |
| مها الشحي     | 200 متر حرة سيدات | 2:17.17 | 28 | لم تتقدم للجولة التالية |

## أنظر أيضاً
- الإمارات العربية المتحدة في الألعاب الأولمبية الشتوية للشباب 2024